# プジョー・307
プジョー・307（Peugeot 307）は、フランスの自動車メーカー、プジョーが2001年から2008年まで生産していた乗用車である。

## 日本における概要
同社の乗用車306の後継車であり、安全性の確保等の理由によりボディは大型化された。最終的にはハッチバックの307フェリーヌ、3列7人乗りミニバンの307SW、クーペカブリオレ（電動格納屋根のオープンカー）の307CCの3種類が存在。
エンジンは1.6Lと2.0Lが搭載されたがCCは2.0Lのみ。CC及びフェリーヌにはチューンアップした2.0Lエンジンを搭載したSportというグレードが存在。いずれもマニュアル設定のみだが、CCではハンドルの左右が選べた。SWには後席頭上までガラスが広がるパノラミックガラスルーフを装備。2列目以降のシートは1席単位で取り外し可能。一時ラインナップされていた307ブレークはSWと同じボディでシートが2列5人乗りのステーションワゴンで、パノラミックガラスルーフは未設定だった。

## WRC

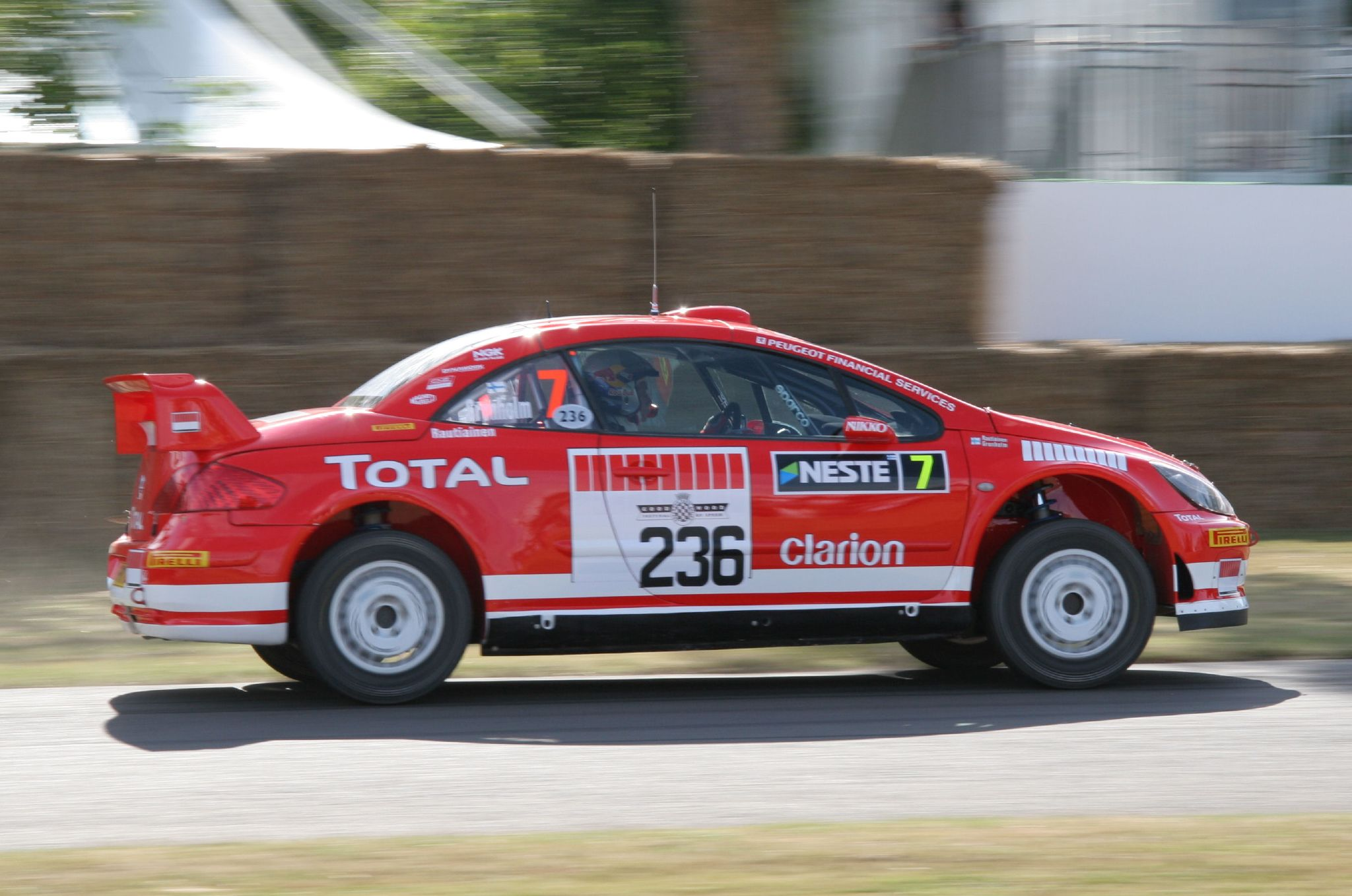
307 WRC

2000～2002年までマニュファクチャラーズタイトル3連覇を達成していたプジョー・スポールは、販売戦略上の都合もあり、2004年から206 WRCから307CCをベースとしたWRカーの『307 WRC』にスイッチ。
206 WRCと同様、様々な技術的困難を乗り越えて2年間で3勝を挙げるがタイトルには手が届かず、グループPSAの経営戦略の転換もあってプジョーはWRCから撤退した。

## 歴史
- 2001年
  - 春 - 欧州で発売
  - 9月 - 日本で3ドア/5ドアハッチバックを発売
- 2002年10月 - 日本で307ブレーク/SWを発売
- 2003年10月 - 東京モーターショーでCCを参考出品
- 2004年 - 世界ラリー選手権に「307WRC（CCベース）」で出場
  - 3月 - 日本で307CC発売開始
- 2005年
  - 6月 - 欧州でマイナーチェンジ。407に似た顔つきになる。
  - 10月 - 日本でもマイナーチェンジされる。同時にグレード展開も変更。3ドアハッチバックとブレークが廃止され、新たにハッチバックにはフェリーヌの名が付いた。
- 2006年
  - 5月 - SWに1.6Lモデルを追加。
  - 10月 - フェリーヌの特別仕様車Oxygoを発売。黒120台、赤50台、青80台の限定計250台。
- 2008年 - 後継車である308の発売により、307シリーズは販売は終了した。但し、中国やブラジル等の新興国市場ではセダンを中心に現地生産・販売を継続。
- 2011年 - 南米仕様車の現地生産が終了。
- 2014年 - 中国仕様車の現地生産も終了。